# NGC 6215
NGC 6215 este o galaxie spirală situată în constelația Altarul. A fost descoperită în 9 iulie 1836 de către John Herschel. Se află la o distanță de 20,49 de megaparseci de Pământ.